# 東海岸主線

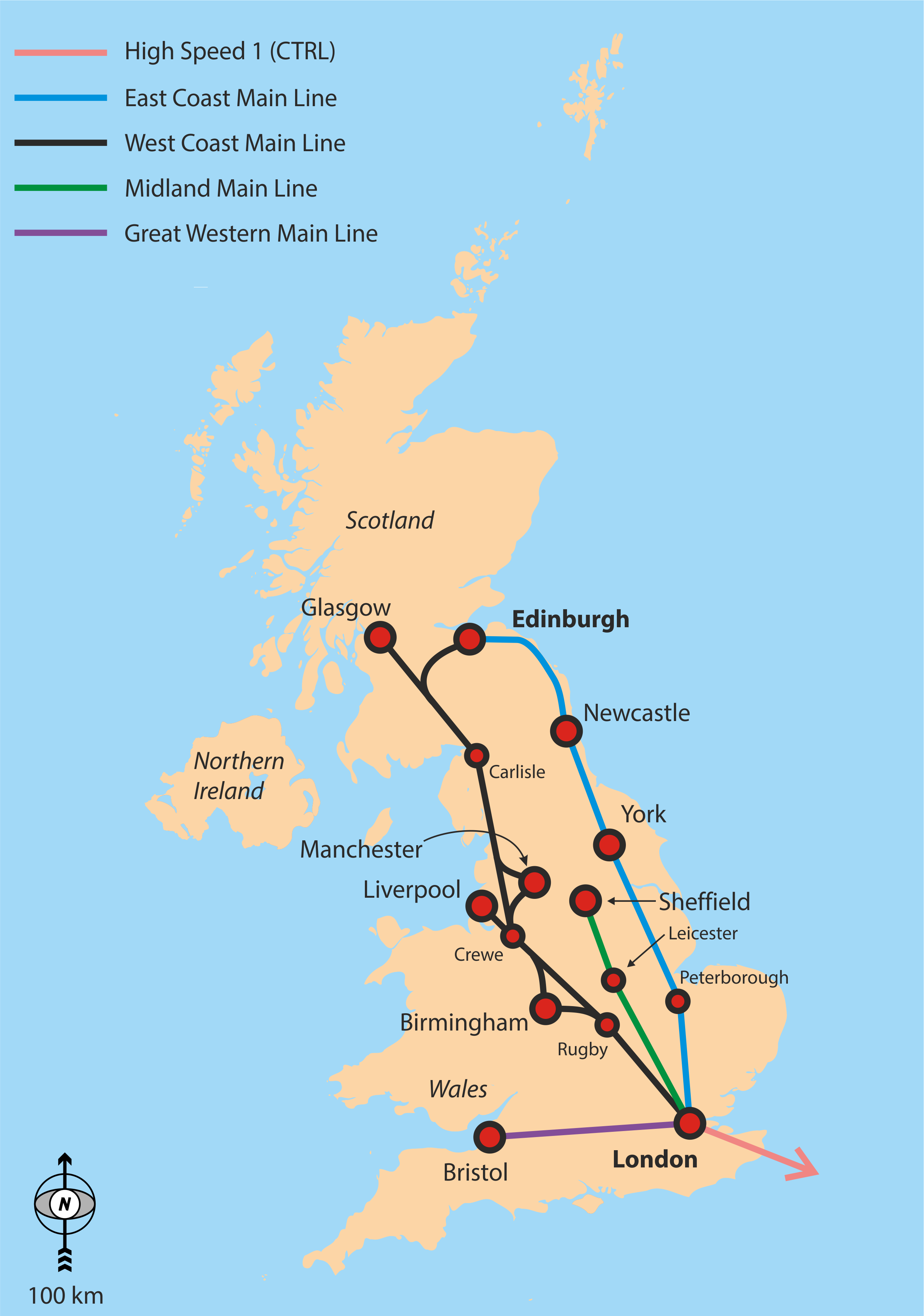
藍色線路是東海岸主線

東海岸本線（英語：East Coast Main Line）是英國的一條鐵路路線，是英國主要鐵路幹線之一。通稱「ECML」。東海岸主線的起點是倫敦的國王十字站，終點是愛丁堡的威瓦利站。這條路線連接了倫敦和約克郡、東北英格蘭及蘇格蘭，是大不列顛島東部的交通大動脈。東海岸主線的列車的最高時速可以達到201公里/小時。
本線由北不列顛鐵路、東北鐵路和大北方鐵路這三個鐵路公司在 1840 年代建造。 1923 年，1921 年鐵路法導致它們合併成倫敦和東北鐵路，該線路成為其主要路線。 倫敦和東北鐵路與倫敦、米德蘭和蘇格蘭鐵路競爭倫敦和蘇格蘭之間的長途客運列車服務。倫敦和東北鐵路的總工程師尼格爾·格雷斯利（Nigel Gresley）設計了標誌性的太平洋式（4-6-2）蒸汽機車，包括飛翔的蘇格蘭人和野鴨號，它們在格蘭瑟姆至彼得伯勒路段以每小時 203 公里/小時的速度創造了蒸汽機車的世界紀錄。
1948年，英國鐵路國有化，本線由英國鐵路公司經營。在 1960 年代初期，蒸汽機車被柴油電力牽引所取代，包括 Deltics 和線路的部分進行了升級，以便火車可以以高達160 公里/小時的速度運行。隨著對更高速度的需求，英國鐵路公司在 1976 年至 1981 年間推出了城際 125 型高速列車。1973 年，一輛英國鐵路41型柴油機車 (高速版)（英國鐵路高速列車原型車）在試運行中達到了 230 公里/小時的最高速度。在 1980 年代，本線實現了電氣化，並引入了城際 225 型列車，但現在大部分已被英國鐵路800型 和801型動車組列車取代。 2021 年 11 月的綜合鐵路計劃指出，本線最高速度將提升到230 公里/小時。
本線將倫敦、英格蘭東南部、東安格利亞與約克郡、東北部和蘇格蘭連接起來，對當地經濟非常重要。本線承載著倫敦北部的主要通勤交通、長途 / 通勤客運服務和貨運業務。目前愛丁堡北部到阿伯丁或因弗內斯的連接鐵路尚沒被電氣化。 1997 年，本線業務被私有化。主要的長途客運列車運營商是倫敦東北鐵路公司，但赫爾列車、大中央和 Lumo 亦提供通往英格蘭北部和蘇格蘭的開放式服務，與倫敦東北鐵路公司列車服務競爭。

## 路線定義
東海岸主線是英國鐵路網公司戰略路線 G 的一部分，該路線由六條獨立線路組成：
- 倫敦國王十字車站和愛丁堡威瓦利車站之間的主要線路，途經斯蒂夫尼奇、彼得伯勒、格蘭瑟姆、紐瓦克北門、雷特福德、唐卡斯特、約克、北阿勒頓、達靈頓、達勒姆、紐卡斯爾、莫珀斯、阿爾恩茅夫（Alnmouth）、特威德河畔貝里克和鄧巴。該線在馬歇爾梅多斯灣（Marshall Meadows Bay，英格蘭最北點）穿過盎格魯-蘇格蘭邊界；
- 韋克菲爾德線，位於唐卡斯特和利茲之間，途經韋克菲爾德西路；
- 從芬斯伯里公園到沼澤門的北城市線；
- 從亞歷山德拉宮到斯蒂夫尼奇的哈特福環線；
- 通往北伯立克的支線；和
- 鄧巴環線

該線的核心路線是倫敦國王十字和愛丁堡之間的東海岸主線，哈特福環線則用於本地和貨運服務，而北城市線則為內倫敦提供通勤列車服務。本線沿線的工程師參考編號（Engineer's Line Reference）為ECM1 - ECM9。

## 歷史

### 起源及早期營運
東海岸主線是由三個獨立的鐵路公司建造。在1830年代和1840年代，每家公司都修建了部分路線以服務於自己的地區，也會修建連繫鄰近公司鐵路網的鐵路，形成直通路線，因此成為本線。從北到南，這些公司是：
- 北不列顛鐵路：從愛丁堡到特威德河畔貝里克，於 1846 年完工。
- 東北鐵路：從特威德河畔貝里克到沙夫索姆（Shaftholme）。
- 大北方鐵路：從沙夫索姆到倫敦國王十字車站，於 1850 年完工。

大北方鐵路與東北鐵路公司的鐵路在阿斯肯（Askern，位於唐卡斯特市東北，大北方鐵路主席將其描述為「唐卡斯特以北四英里處的耕地」）建立了端對端連接。當時阿斯肯與蘭開夏郡和約克郡鐵路相連，其中一小部分聯絡了諾丁利（Knottingley）的東北鐵路。 1871 年，東北鐵路從一個鐵路末端交叉口開闢一條直線至沙夫索姆（位於阿斯肯以南）與大北方鐵路相連時，線路縮短了。大北方鐵路則由南至北連繫了沙夫索姆和塞爾比（Selby），並在通過利茲-赫爾線的塞爾比橋後直達約克。
直通車對公司來說很重要，也很有利可圖，因此兩間公司於1860年為這條線路建造了特殊的機車車輛。直到 1922 年，列車服務一直由「東海岸聯合股份公司」運營。

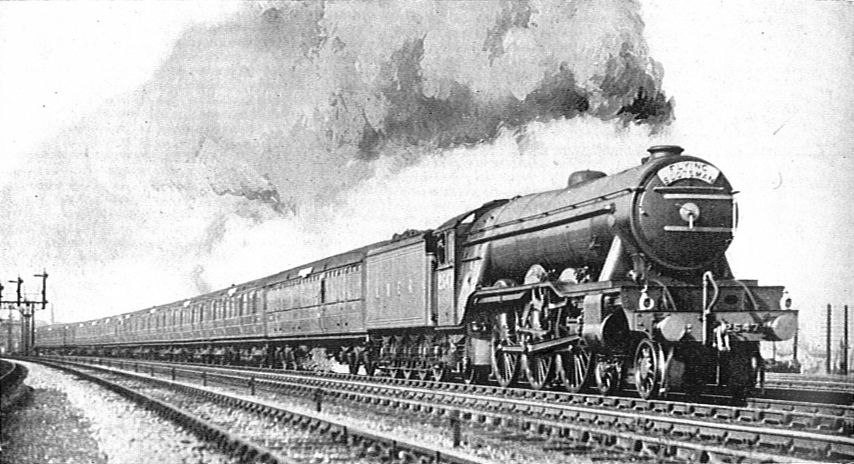
1928年時倫敦和東北鐵路的一列飛翔的蘇格蘭人列車

1923 年，為了阻止小型鐵路公司的虧損，1921 年的鐵路法要求英國大大小小的鐵路公司合併成四間大型鐵路公司。大北方鐵路及東北鐵路公司亦被合併至倫敦和東北鐵路。倫敦和東北鐵路是當時英國第二大鐵路公司，其擁有的鐵路路線位於倫敦以北和以東地區。 1948 年 1 月 1 日，克萊曼·艾德禮的工黨政府實施 1947 年運輸法，將倫敦和東北鐵路和其他私營鐵路公司收歸國有，成立英國鐵路公司。英國鐵路公司將東海岸主線歸入其東部地區進行管理，直至其在 1980 年代初期解散。
本線的原始路線部分發生了變化，較大的變化包括 1906 年泰恩河畔紐卡斯爾國王愛德華七世大橋的開通，以及1983年開通、繞過塞爾比煤田（預期會因採煤而導致沉降）和塞爾比車站瓶頸的塞爾比改道。塞爾比改道在唐卡斯特以北的聖殿希斯特（Temple Hirst）交匯處從原東海岸主線分流，並在約克西南的科爾頓交匯處（Colton Junction）匯入利茲至約克線。塞爾比和約克之間的舊線被拆除，沿線現時為一條公共自行車道。

### 柴油列車時代
在 1960 年代初期，蒸汽機車被柴電機車所取代，其中包括三角（Deltic）。三角是一款功力強大的高速機車原型，由英國電氣開發和製造。由於原型成功，英國鐵路訂造了22台機車（即英國鐵路55型柴電機車，暱稱亦為「三角」），用於快速列車服務。該批機車是由一對原本開發給快速魚雷艇使用的納皮爾三角（Napier Deltic）發動機提供動力，並曾一度是英國服役中速度最快、功率最大的內燃機車，時速可達 160 公里/小時並提供高達 3,300 馬力（2,500 千瓦）的功率。 1961 年投入使用時，英國鐵路55型柴電機車具有快速加速和長距離保持高速的能力，立即將東海岸主線倫敦到愛丁堡的標準行車時間從 7 小時縮短到 6 小時以下。1970年代中期，東海岸主線基礎設施的進一步改善使行程時間又縮短了半小時。
在引入三角機車之後的幾年裡，東海岸主線部分路段進行了升級，以適應以高達每小時 160 公里/小時的速度運行的列車。 1965 年 6 月 15 日，第一段高速路段，即彼得伯勒和格蘭瑟姆之間 27 公里的路段竣工。下一段是格蘭瑟姆和紐瓦克之間 19 公里的路段，隨後更多路段進行了升級，以實現大部分線路的高速行駛。
隨著對更高速度的需求加劇，英國鐵路公司生產了三角機車的後繼產品，即 70 年代後期推出的城際列車125。該款列車在當時的基礎設施上時速就能達到 201 公里/小時，並將倫敦-愛丁堡的最快行車時間縮短了一個小時，達到 4.5 小時。由於城際列車125是受歡迎的標誌性火車，在 2000 年代的更換引擎計劃之後，該款列車於 2018 年繼續提供客運服務，其中 MTU 發動機取代了原來的 Paxman Valenta 動力裝置。
1973 年，英國鐵路41型柴油機車 (高速版)原型在東海岸主線試運行中創下了 230 公里/小時的最高速度。由於英國立法要求列車必須使用車內信號，才可以超過 201 公里/小時的速度運行，所以常規列車服務無法以這樣的速度運行。缺乏車內信號是阻止城際列車225在正常服務期間以 225 公里/小時的設計速度運行的主要原因。一個次要因素是當時的信號技術不足以檢測運行線路上的兩條斷裂鐵軌。
在引入現行的駕駛室規定之前，英國鐵路公司通過在新英格蘭北隧道和斯托克隧道之間的下行快線（信號 P487 至 P615）和上行快線（信號 P610 至 P494）上引入第五個閃爍的綠色信號來試驗以 225 公里/小時的速度運行。在正常服務中，第五個信號仍會顯示，並在下一個信號顯示綠色（或另一個閃爍的綠色）並且信號部分暢通無阻時出現，以確保有足夠的制動距離使火車從 230 公里/小時停下。在試運行中，機車曾在東海岸主線上以高達 260.2 公里/小時的速度運行。

### 電氣化

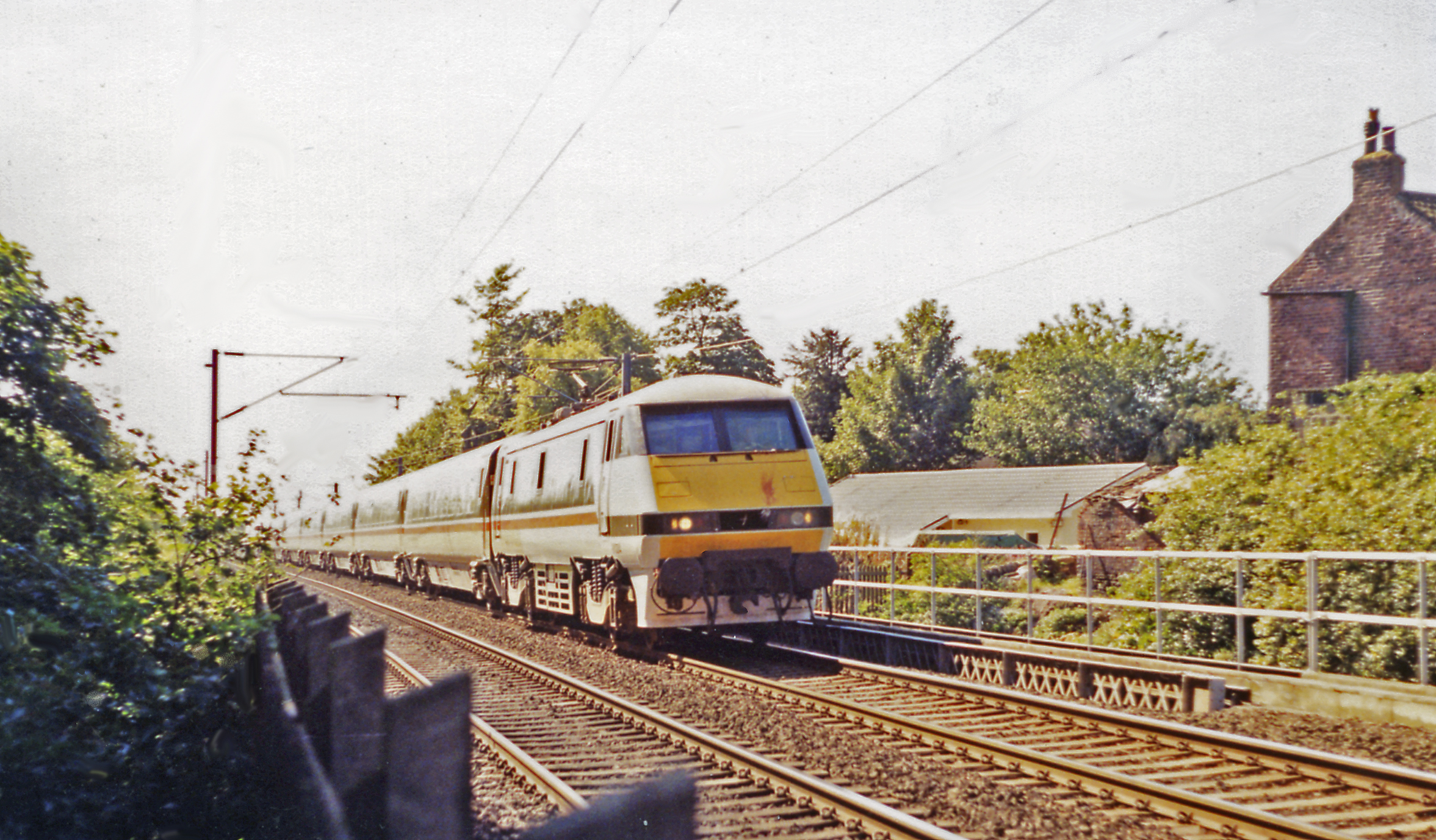
東海岸主線一列城際列車225，攝於1991年、電氣化工程完成後不久

1930年代曾出現部分或全面電氣化本線的研究。在 1950 年代，雖然英國鐵路公司認為西海岸主線和本線的電氣化同等重要，但政治因素推遲了本線的電氣化。相反，英國鐵路為本線投資了高速柴油牽引車、三角機車和引入高速列車，以實施服務改進，而西海岸主線電氣化工程在 1974 年基本完成。在理查德·比欽擔任英國鐵路公司董事長期間，英國鐵路曾考慮將西海岸主線從卡爾斯泰爾（Carstairs）到愛丁堡的支線電氣化，使本線愛丁堡至紐卡斯爾段得以廢除。
1976 年至 1991 年間，本線以 25 千伏交流電架空接觸網分兩個階段進行電氣化：第一階段是在 1976 - 78 年間實施的，作為大北方市郊路線電氣化項目的一部分，以改善大倫敦郊區的列車服務。該項目涵蓋了本線最南端的路段：倫敦（國王十字）至希欽（包括哈特福環線）段，並使用了英国铁路3A型客车。
英國鐵路和英國運輸部官員於 1970 年代末召集的一個工作組確定，在所有進一步電氣化鐵路線的選擇中，本線電氣化的潛在價值最高。其內部預測確定，若本線電氣化，將增加收入並顯著降低能源和維護成本。1984 年，第二階段開始將電氣化路段向北延伸至愛丁堡和利茲。時任運輸大臣尼古拉斯·里德利和鐵道部部長大衛·米切爾在繼續推進本線電氣化工程的決定中發揮了重要作用。
該計劃覆蓋了大約 2,253 公里的軌道，並需要對基礎設施進行重大改造，包括更換從塞爾比附近的聖殿希斯特交匯處到英蘇邊界路段（為本線北部路段）的信號系統，以及在尼德利（Niddrie）、約克和紐卡斯爾設立新信號中心，以及 10 個關鍵供電點點上線，清除和免疫活動以保護設備。東海岸主線沿線有 127 座天橋，這些天橋經過調整以適應變化。個別橋樑則被重建，而不降低軌道或進行其他妥協措施。一些天橋，例如 Abbots Ripton 附近的引水道，進行了創新改造以適應架空線路的安裝[25]，並且在皇家邊界橋等受保護的結構上，使用了專門開發的桅杆和基礎；在其他地方部署了標準的英国铁路3B型客车。該計劃還為西海岸主線的卡爾斯泰爾-愛丁堡支線提供電氣化，以允許城際列車225型進入格拉斯哥中心，並在西海岸主線上從南部創建一條往返愛丁堡的電氣化路徑。
1985年，本線二期電氣化計劃開工建設；在 80 年代後期，該項目被稱為「世界上最長的建築工地」，跨越 400 公里。 1986 年，通往亨廷登的路段竣工，1988 年電氣化路段到達利茲，1989 年通往約克的線路通電；到 1991 年，剩餘至愛丁堡的路段實現了電氣化，電氣化列車服務於同年 7 月 8 日開始，比原計劃晚了八週。建成後兩年內本線交通量顯著增加；有一車站的客流量增加了 58%。
完成電氣化的成本為 3.444 億英鎊（按 1983 年的價格計算，相當於 2021 年的 12.36 億英鎊），比其 3.319 億英鎊的授權支出略有超支。總成本的 40% 用於新列車和機車車輛，60% 用於線路電氣化。Shirres 比較了本線和後來的大西部鐵路電氣化計劃，指出後者相比前者的成本增加了 740%；在這方面，本線電氣化方案更具成本效益。1991 年 9 月 26 日，在倫敦和愛丁堡之間 3 小時 29 分鐘的不間斷運行中，基礎設施支持的速度高達 225 公里/小時。此後，英國法規要求任何以超過 201 公里/小時的速度運行的列車都必須在駕駛室內發出信號，防礙了常規客運服務中的列車合法達到這樣的速度。
英國通用電氣公司在競爭性招標中獲得了城際列車225的開發合同。 1989 年，該批列車投入使用。城際列車225與其他列車一起使用，包括配有英國鐵路90型電力機車的列車和英國鐵路317型電聯車。被取代的柴油列車主要重新分配到米德蘭主線。

### 未來
2021 年 11 月，英國運輸部宣布對本線進行大型升級，包括將軌道重大改進和增設數碼信號，從而提高速度、縮短行程時間並增加座位容量。電力供應也將升級，以允許更長和更頻繁的列車。某些路段的最高速度將提高到 225 公里/小時。

## 基礎設施

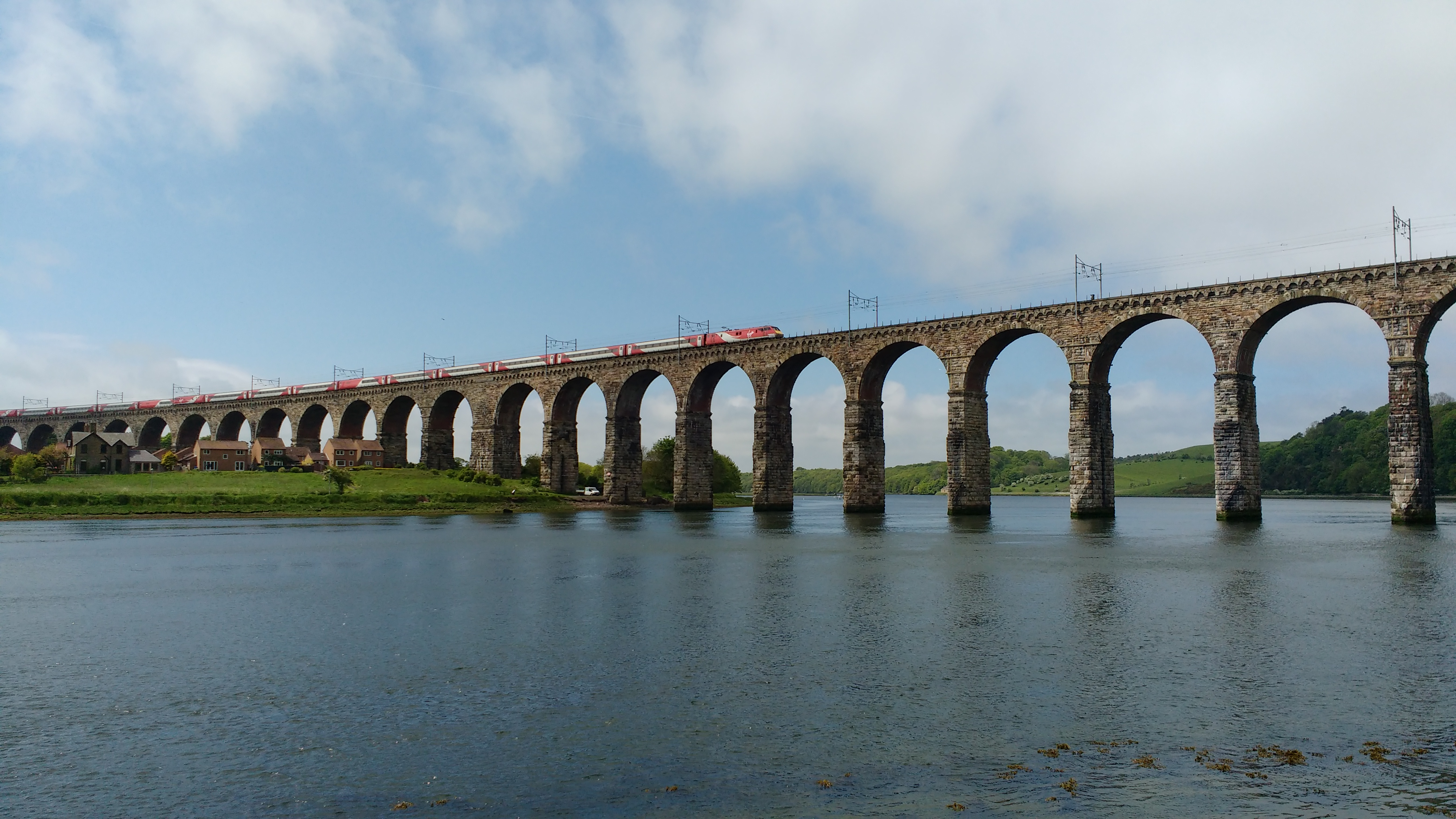
在特威德河畔貝里克的皇家邊界橋（Royal Border Bridge）是東海岸主線的主要基建之一

本線從倫敦到格蘭瑟姆以南的斯托克隧道主要是四線軌道。該段有兩個雙線部分：一個在迪斯威爾（Digswell）交匯處和烏瑪綠地（Woolmer Green）交匯處之間，該線路經過迪斯威爾高架橋、韋林北站和兩條韋林隧道；一個位於弗萊頓交匯處（Fletton Junction，位於彼得伯勒以南）和霍姆交匯處 （Holme Junction）之間。除了康寧頓（Conington）和伍德華頓（Woodwalton）之間的南行環線外，霍姆交匯處和亨廷登之間的路段均為三軌。在格蘭瑟姆以北至愛丁堡一段，除了雷特福德、唐卡斯特周圍、科爾頓交界處（約克南部）、瑟斯克和北阿勒頓以及紐卡斯爾之間為四軌路段外，其餘均為雙軌路段。
在1號高速鐵路開通前，本線是英國最快的主線，大部分路段的最高運行速度為 201 公里/小時。因為本線大部分路段都在相當筆直的軌道越過英格蘭較平坦的東部，穿過林肯郡和劍橋郡，所以本線較可能引入更高速的列車服務。然而，本線部分路段，特別是達靈頓以北以及唐卡斯特和利茲之間路段，其曲率顯著限制了列車速度。相比之下，西海岸主線穿過特倫特河谷和坎布里亞山脈，曲率更大，時速上限曾為 180 公里/小時。隨著西海岸主線引入潘多利諾傾斜列車（英國鐵路390型電力動車組），其最高速度有所提高，現在該線的列車最高速度（僅限傾斜式列車）亦已是 201 公里/小時。

## 營運商

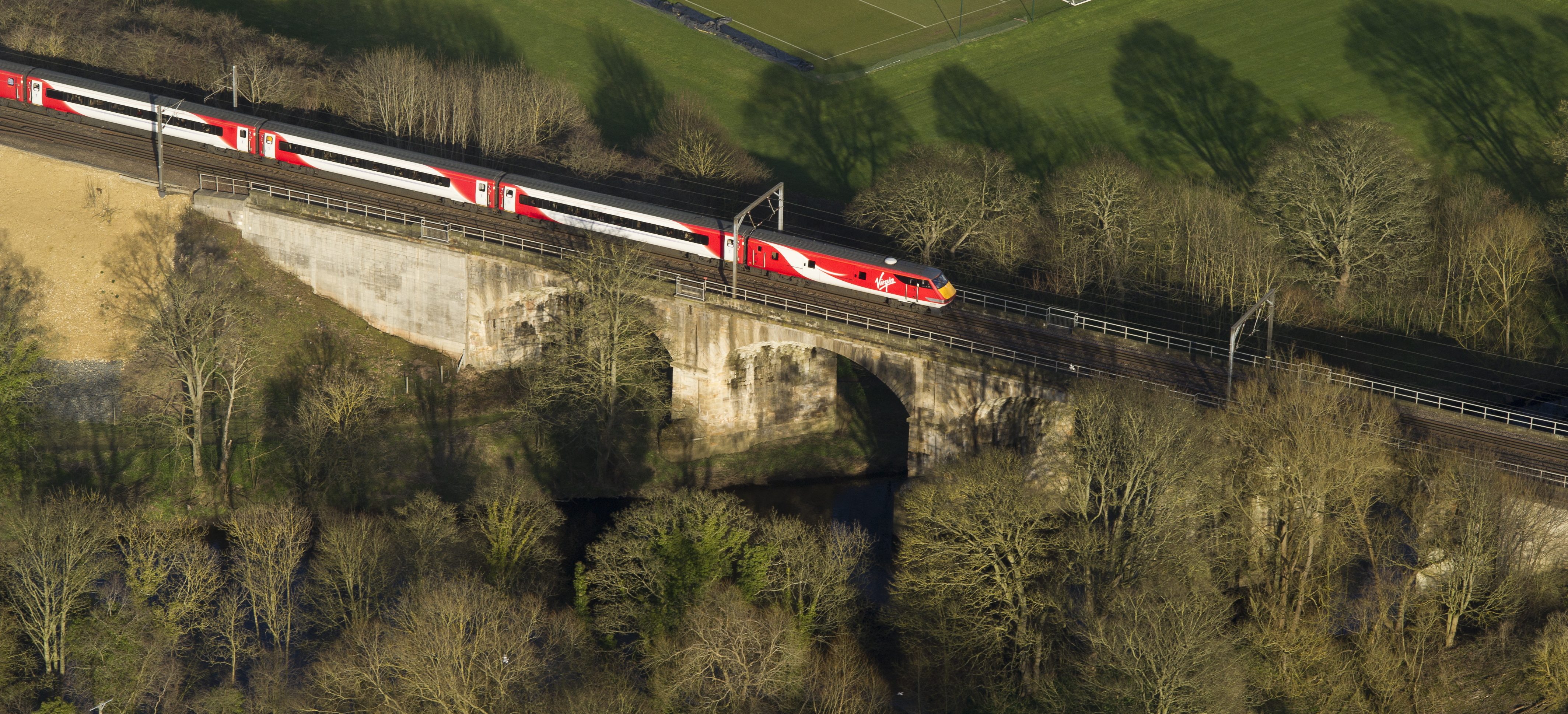
一列維珍鐵路東海岸列車，維珍鐵路東海岸曾是本線客運列車服務的主要營運商

本線目前主要的客運列車服務運營商是倫敦東北鐵路公司，其服務包括倫敦國王十字、東米德蘭茲、約克郡、東北英格蘭和蘇格蘭之間的定期長途快車。 倫敦東北鐵路公司是由奧雅納、安永會計師事務所和 SNC－蘭萬靈鐵路及交通組成的財團代表英國運輸部營運，並於 2018 年 6 月 24 日從維珍鐵路東海岸手中接管本線。
本線的其他旅客列車運營商有：
- 大北方：倫敦國王十字、彼得伯勒、劍橋和金斯林之間的中距離服務以及沼澤門和斯蒂夫尼奇之間通過韋林花園市或哈特福環線的通勤服務。
- 赫爾火車：每天在倫敦國王十字和赫爾之間運營五趟火車、工作日亦在倫敦國王十字和貝弗利之間每天運營兩趟火車，而在周末，國王十字和赫爾之間每天有五趟火車。
- 東米德蘭茲鐵路：格蘭瑟姆和彼得伯勒之間的本地服務，是利物浦萊姆街和諾里奇之間運行的服務一部分。
- 縱貫鐵路：其謝菲爾德以北的服務均會經過利茲或唐卡斯特。途經利茲的火車在韋克菲爾德西路和利茲之間使用本線，然後在約克以北部再次使用本線，並主要以愛丁堡威瓦利站為北端總站，小部分列車會續駛至格拉斯哥中央或阿伯丁站。途經唐卡斯特的火車則使用本線位於唐卡斯特以北的一段鐵路，並主要以紐卡斯爾為北端總站。少數列車則會同時途經唐卡斯特和利茲。
- 奔寧特快：其每小時1班來往利物浦萊姆街和紐卡斯爾、每小時1班來往曼徹斯特機場和米德爾斯堡（經亞姆來往米德爾斯堡）及每2小時1班來往曼徹斯特皮卡迪利和紐卡斯爾的列車服務均使用了本線的部分路段。每日亦有5班來往紐卡斯爾和愛丁堡威瓦利，以及兩班來往特威德河畔貝里克和愛丁堡威瓦利的列車。
- 北方列車：每小時1班從唐卡斯特到利茲、每小時1班從紐卡斯爾到莫珀斯的市郊列車服務，以及紐卡斯爾和達靈頓之間繼續到米德爾斯堡和索爾特本的不頻繁服務。塞爾比和約克之間的服務也使用本線從漢柏頓交匯處到約克的路段。
- 蘇格蘭鐵路：從愛丁堡威瓦利到北伯立克和鄧巴的服務。
- 大中央：每日6班列車來往倫敦國王十字和桑德蘭，北行/南行列車於北阿勒頓離開/進入本線；每日4班列車來往倫敦國王十字和布拉德福德，北行/南行列車於唐卡斯特離開/進入本線。

歐洲之星此前擁有每天於本線運行五列火車的權利，提供從歐洲大陸到倫敦北部城市的服務，作為區域歐洲之星計劃的一部分，但該計劃從未實現。
在西海岸主線因工程而導致列車無法使用時，加勒多尼臥舖列車（由信佳集團運營）偶爾會使用本線。
此外，多間鐵路貨運公司亦有於本線經營貨運服務。
2019 年，第一集團和日立鐵路從公路和鐵路辦公室獲得了在倫敦和愛丁堡之間運行新列車服務的權利。

## 發展

### 容量不足問題
本線是英國鐵路網絡中最繁忙的線路之一，部分路段的運力不足以滿足客運和貨運運營商的所有需求。
本線在以下位置存在瓶頸：
- 迪斯威爾交匯處和烏瑪綠地交匯處之間的雙軌路段，該段經過迪斯威爾高架橋、韋林北站和兩條韋林隧道[29]
- 位於亨廷登和彼得伯勒之間的雙軌和三軌路段。[30]
- 紐瓦克車站以北，在與諾丁漢至林肯線的平坦交叉路口。[31]
- 斯托克隧道和唐卡斯特之間的雙軌路段。[30]
- 約克站以北的一段鐵路，包括斯凱爾頓橋交匯處
- 紐卡斯爾以南至北阿勒頓（也主要是雙軌），衍生了重開利姆塞德（Leamside）線以供客運和貨運的提議。 [30][32]

### 近年來的發展
- 阿寧頓弦線（Allington Chord）於 2006 年在格蘭瑟姆附近落成，使諾丁漢和斯凱格內斯之間的列車服務在格蘭瑟姆停靠時，無需使用本線。該些列車現在通過本線下方。這使利茲和倫敦之間（經本線）每天能增加 12 班列車服務。[33][34]
- 在貝爾島（Belle Isle）交匯處將本線連接到泰晤士連線。作為泰晤士連線計劃的一部分。通過運河隧道，泰晤士連線在本線上的通勤列車服務得以延伸至布萊頓和霍舍姆。
- 2011 年初，約克站南端的霍爾蓋特（Holgate）交匯處新增了一小段第四軌道，並配備了信號系統。這項工作有助於消除本線上的其中一個瓶頸，使列車進出約克站時更為順暢。以前，來自利茲的火車有時需要等候才能進入約克站。[35][36][37]
- 在希欽北部（希欽鐵路立交橋）新增了價值 4700 萬英鎊的立體交叉路口，使前往劍橋的下行火車能夠穿過本線。 [36]工程於 2013 年 6 月 26 日完成。[38]
- 彼得伯勒車站的重大改造於 2014 年初完成，提供了三個上行月台（供前往倫敦的列車使用）和兩個下行月台（供向北的列車使用）。另外兩個月台也可用於往返於彼得伯勒以東車站的縱貫鐵路服務。[36]
- 位於南約克郡瓊克羅夫特平交道口以南的一個新的鐵路立交橋已於 2014 年初完工，該橋允許來自伊明漢姆的貨運列車在前往埃格伯勒和德拉克斯發電站的途中穿過本線。該項目被稱為北唐卡斯特弦線，位於原始交叉點以北的新天橋亦取代了當地一條小路上的平交路口。[36][37]
- 耗資 860 萬英鎊的紐卡斯爾站重建工程已於2014 年完成。[39]
- 斯蒂夫尼奇站新增了一個供哈特福環線列車下行列車使用、長130米的終端式月台，蘭利交匯處亦新增了一條額外軌道。兩者的建造工程於 2019 年初開始，並於 2020 年 8 月 2 日完工。[40]
- 威寧頓（Werrington）鐵路立體化工程是一項耗資 2 億英鎊、增加本線彼得伯勒站以北路段容量的計劃，旨在通過在史丹佛線與大北部及大東部聯合鐵路之間建造一個穿過本線的鐵路隧道，從而來往上述兩線的列車毋須再經過本線。該項目於 2018 年夏季獲得批准。[41]它於 2021 年 12 月 14 日由鐵路部部長克里斯·希頓-哈里斯 (Chris Heaton-Harris) 正式啟用。[42][43][44]

## 流行文化

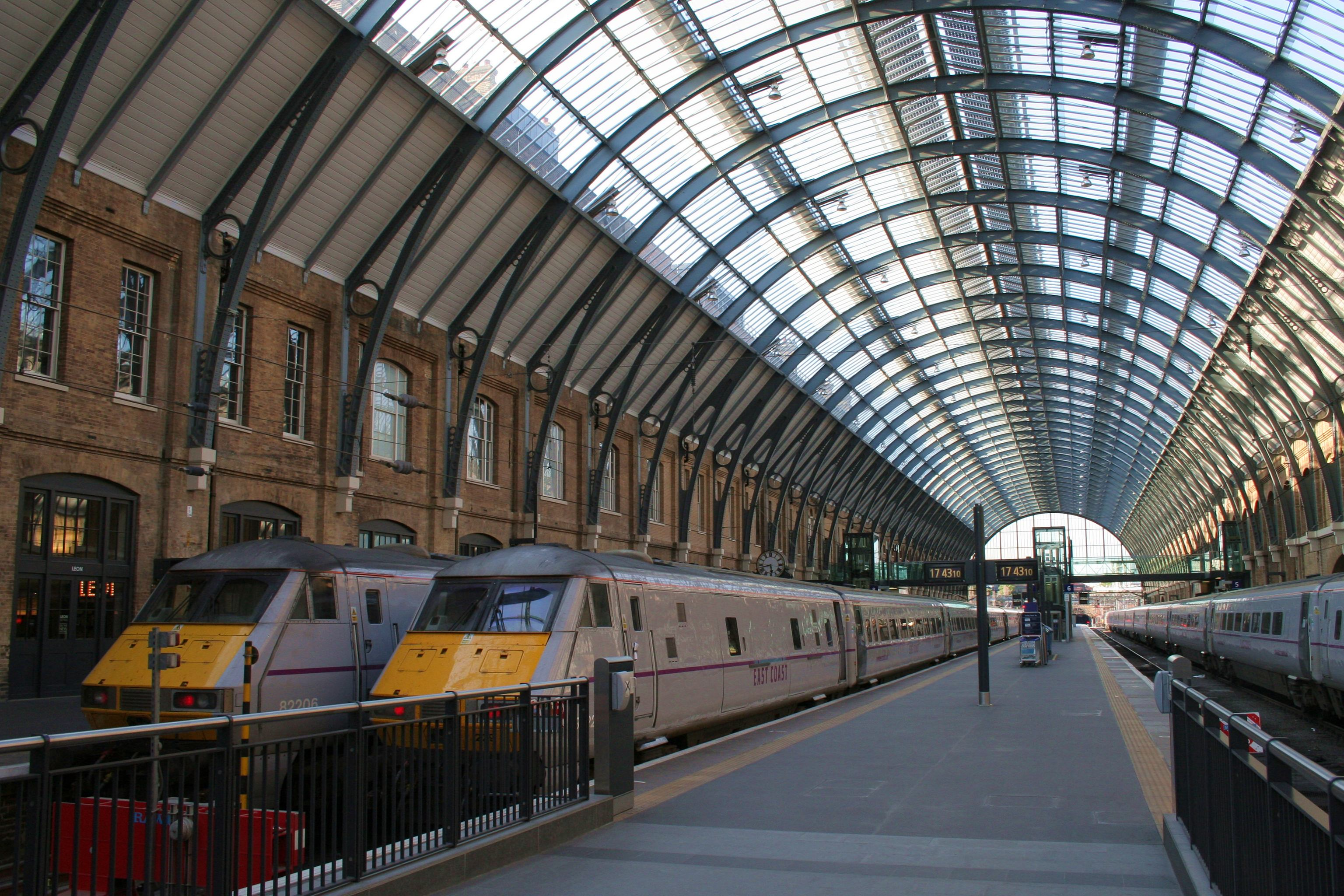
本線南端起點倫敦國王十字車站

1955 年伊靈喜劇電影《師奶殺手》（The Ladykillers）中出現了倫敦國王十字車站以北的路塹和隧道入口。1971 年的英國黑幫電影《找到卡特》（Get Carter）在片頭介紹了從倫敦國王十字車站到紐卡斯爾的旅程。2009 年，英國瘋狂汽車秀舉辦了一場長途比賽，其中倫敦東北鐵路A1型列車（編號 60163 龍捲風）、捷豹XK120和文森黑影電單車競爭成為最快跑完倫敦到愛丁堡全線的車輛。 
在哈利波特系列的書籍和電影中，倫敦國王十字車站也被描述為霍格沃茨特快列車的起點。該站大廳內設有 9¾ 站台標誌和部分嵌入車站牆壁的行李手推車，上面裝有貓頭鷹籠和手提箱，並已成為旅遊景點。